# Ayir (Comuna)
Ayir é uma comuna rural (município) de Marrocos localizada na região de Marraquexe-Safim, província de Safim, circulo de Hrara. Tem uma área de 200 km² e 27.608 habitantes (em 2014). A sua principal localidade é Laakarta com 4.369 habitantes (em 2014) Tem um clima quente e temperado.

## Referencias
1. ↑  Haut Commissariat au Plan, Direction Provinciale du Plan de Safi (2015). «Population légale des régions, provinces, préfectures, municipalités, arrondissements et communes du royaume d'après les résultats du RGPH 2014 (16 régions)». www.hcp.ma. Consultado em 3 de maio de 2024
2. ↑  Haut-Commissariat au Plan du Maroc, DIRECTION PROVINCIALE DE SAFI (2019). «MONOGRAPHIE PROVINCIALE DE SAFI DE 2018». www.hcp.ma. Consultado em 1 de maio de 2024
3. ↑  «Inventaire communal 2010/2011». applications-web.hcp.ma. Consultado em 3 de maio de 2024
4. 1 2  Haut Commissariat au Plan, Direction Provinciale du Plan de Safi (2015). «Population légale des régions, provinces, préfectures, municipalités, arrondissements et communes du royaume d'après les résultats du RGPH 2014 (16 régions)». www.hcp.ma. Consultado em 3 de maio de 2024
5. ↑  «Laakarta (Safi, Marrakech - Safi, Morocco) - Population Statistics, Charts, Map, Location, Weather and Web Information». www.citypopulation.de. Consultado em 31 de maio de 2024
6. ↑  «Laakarta». Wikipedia (em inglês). 16 de julho de 2021. Consultado em 31 de maio de 2024